# The Jorges
The Jorges foi o quarto desenho animado produzido no Brasil exibido na MTV Brasil. A atração foi produzida pela "Drogaria MTV de Desenhos Animados", departamento de animação do canal.
The Jorges contava a história de uma banda fundo de quintal de mesmo nome, que aceitava qualquer negócio para fazer sucesso, desde tocar na lua até fazer comercial de absorvente íntimo. A banda é encabeçada pelo neurótico Fornalha (que é dublado por Jimmy, vocalista da Banda Matanza), e composta também pelo sentimental Amaury e o sociopata Paradise.

## Personagens

### Centrais
- Fornalha (dublado por Jimmy): O vocalista da banda. Neurótico e desbocado (por parte de pai), vive implicando com Amaury.
- Amaury (dublado por Thiago Martins): O baixista é emotivo, ingênuo e medroso. Fornalha vive o chamando de "biroba".
- Paradise (dublado por Marco Pavão): O baterista sociopata quase não fala uma palavra, mas quando fala é difícil entender.

### Coadjuvantes

#### Tocando Na Lua (Episódio 1)
- Mãe e Pai de Amaury (dublados por Flávia Boggio e Cacá Marcondes, respectivamente): A mãe e o pai (referido como "Papai") de Amaury. Aparecem no começo do episódio.
- Representante da Space Broca (dublado por Thiago Martins): Este personagem não tem um nome oficial, sendo a pessoa que anuncia os ganhadores dos concursos da "Space Broca".
- Laika: Laika é a cachorra que Amaury tinha quando era criança; ela aparece no episódio juntamente aos pais de Amaury, e acaba ganhado o primeiro concurso da "Space Broca", e novamente no final do episódio com os 3 Jorges.
- "Instrutor" da Space Broca: Este é outro personagem que não tem nome, mas aparece no episódio e informa os Jorges sobre o traje espacial deles.
- Groupies Alienígenas e Pequenos Alienígenas: Estes dois grupos de personagens aparecem no final do episódio: As 3 groupies aparecendo em um carro, e os pequenos alienígenas (que possuem características estéticas similares aos dos Jorges) aparecem depois do Fornalha falar de fazer algo "bem rock and roll" com as groupies.

#### Agiotas (Episódio 2)
- Frequentadores da Festa: O episódio começa com uma festa na casa dos Jorges, e tal festa possui diferentes frequentadores, como múltiplas mulheres usando poucas (ou nenhuma) roupas, e dois sujeitos, um com um grande bigode e um com cabelo azul que estão à discutir sobre uísque sem álcool e cerveja sem álcool.
- Vizinhos dos Jorges (vizinho loiro e musculoso dublado por Fernando Peque, vizinho negro e musculoso dublado por Cacá Marcondes): Após a festa terminar e Amaury revelar que pegou dinheiro emprestado de agiotas para conseguir reparar os estragos da festa, dois sujeitos aparecem na porta dos Jorges, e inicialmente se parece que são os agiotas de quem Amaury pegou dinheiro, mas acaba sendo revelado que são apenas os vizinhos dos Jorges.
- Agiotas (agiota baixo e agiota alto dublados por Cacá Marcondes e Thiago Martins, respectivamente): Os agiotas aparecem após os vizinhos fazerem sua aparência, e perguntam ao Fornalha se são de fato os Jorges mesmo, com Fornalha respondendo que não, e falando que os vizinhos são de fato os Jorges..
- Homem do comercial da "Suicidal Way of Life Biological Testers" (dublado por Thiago Martins): Após os Jorges se darem mal tanto com os agiotas e com os vizinhos, é passado um comercial da Suicidal Way of Life Biological Testers, que diz ser uma empresa para diminuir dívidas. Em tal comercial pode ser visto um homem com quatro olhos na testa apresentando o produto.